# بطولة العالم للدراجات على المضمار 1959
بطولة العالم للدراجات على المضمار 1959 هي الدورة ال56 من بطولة العالم للدراجات على المضمار، أجريت في أمستردام، هولندا.

## النتائج النهائية
| المسابقة                              | ذهبية                              | فضية                      | برونزية                |
| ------------------------------------- | ---------------------------------- | ------------------------- | ---------------------- |
| الرجال                                |                                    |                           |                        |
| السرعة الفردية                        | أنطونيو ماسبيس (ITA)               | ميشيل روسو (دراج) (FRA)   | Jan Derksen (NED)      |
| سباق المطاردة الفردية                 | روجر ريفيير (فرنسا)                | ألبرت بوفيت (فرنسا)       | Jean Brankart (بلجيكا) |
| سباق مطاردة الدراجة النارية للهواة    | Arie van Houwelingen (NED)         | Bernard Deconinck (FRA)   | لوثار مايستر (GDR)     |
| سباق مطاردة الدراجة النارية للمحترفين | غييرمو تيمونير (ESP)               | والتر بوشر (دراج) (SUI)   | نوربرت كوخ (NED)       |
| السيدات                               |                                    |                           |                        |
| السرعة الفردية                        | Galina Yermolayeva (cyclist) (URS) | Valentina Maksimova (URS) | جان دان (GBR)          |
| سباق المطاردة الفردية                 | بريل بيرتون (GBR)                  | إلسا جاكوبس (LUX)         | Lyubov Kozhetova (URS) |